# Cryptocarya verrucosa
Cryptocarya verrucosa är en lagerväxtart som beskrevs av Teschn.. Cryptocarya verrucosa ingår i släktet Cryptocarya och familjen lagerväxter. Inga underarter finns listade i Catalogue of Life.